# 西郷派大東流合気武術
西郷派大東流合気武術（さいごうはだいとうりゅうあいきぶじゅつ）とは、福岡県北九州市に本拠を置く、総合武術の団体である。

## 概要
西郷派大東流合気武術は、武術を通じて人間性を磨くことを趣旨に活動する、古流武術の団体である。大東流という名前を持つ団体としては、他にも柔術を中心とする大東流合気武道や大東流合気柔術等が存在するが、西郷派大東流合気武術はそれらの団体と比較して技法や思想面で異なる部分が多く見受けられる。
西郷派大東流合気武術の歴史の中で他派の大東流と交流があったのは間違いなく、影響を受けている部分もあるようだが、近年は他派の大東流と混同されるのを避けるため、あえて西郷派大東流とのみ名乗ることも多いようである。
武術的な側面としては、剣術、居合術、柔術、杖術などを代表として多岐にわたる技法群が存在している。技法の中心は武士の象徴たる日本刀を扱う剣術であり、剣の修行から派生する精神性を重んじているのが大きな特長の一つである。
稽古や修行を通じ、日本古来の思想・哲学を学ぶという目的の組織であるため、武術の愛好者サークルというような趣ではない。趣味の愛好会、営利目的の道場、技の保存に価値を置く伝承武術等とは違い、あくまでも思想と技法を平行して追求していくという姿勢を打ち出している。

## 歴史・沿革
初代宗家である山下芳衛（やましたほうえい）から二代宗家の曽川和翁（そがわかずおき）に受け継がれ、現在に至る。山下芳衛より以前の伝承経路や歴史については不明な部分も多い。が、曽川和翁の代になってからは、流派のルーツを研究する過程で様々な歴史考察を展開し、時期に応じて異なった歴史観・大東流史を定義している。
初代宗家の山下芳衛が自流を大東流と呼称していたため、武田惣角を中興の祖とする大東流合気柔術と同根であると思われがちであるが、実際は全く別の思想を有している。現在では、武田惣角系の大東流等の他派とは同名であるだけの別流派、という位置付けを堅持しているようである。ただし柔術の部分の基本的な技術体系や技法名称等は大東流とかなりの部分が共通しているようである。
なお時代に応じて下記のような歴史観を展開している。

### 大東流修気会の時代
昭和42年に発足した大東流修気会においては、流派のルーツが不明瞭のままであり、唯一の手がかりは山下芳衛が残した「わが流は大東流という」の一言だけであった。道場の運営上、流脈の説明が必要になった際には、その当時に隆盛であった合気道の本から、大東流に関連する項をそのまま引用して、新羅三郎義光を流祖とする大東流合気柔術の一派であると説明していたこともある。当時の演武会のパンフレット等にはそのような歴史観が記述されているが、「これは当時の大東流修気会のメンバーが、武田惣角系の大東流を論じた合気道の書物から引用したコピー、捏造である」ということを、後になって二代宗家の曽川和翁が言及している。
またこの時代は、流派のルーツを武田惣角系の大東流と同根であると定義していたため、合気柔術や合気武道を名乗って指導も行っていた。大東流修気会の機関雑誌や演武会のパンフレットでは、総じて武田惣角系大東流の歴史観を引用しているが、それは大東流という自流のルーツを武田惣角系の大東流に求めた結果であるようだ。なお、この当時の歴史観は、当時の大東流修気会で理事長を務めていた人物が中心になって採用したと言われている。
いずれにしてもこの時代は、西郷派大東流のアイデンティティは確立せず、自流のルーツを求めて迷走していたようである。

### 西郷頼母をルーツとする時代
会津藩の殿中作法・御式内（おしきうち）と、会津藩校・日新館の教科武術である会津御留流（あいづおとめりゅう）を複数の研究者たちが共同編纂し幕末に完成させたものが大東流である、という説を支持していた時代である。現在においても、インターネット上には、この時代に記された文章や論文が散見される。
この説において、大東流を編纂した中心人物とされるのが西郷頼母（さいごうたのも）であり、西郷派大東流の西郷派とは、この西郷頼母の精神性を受け継ぐという自負より冠されたようだ。西郷派大東流に関する風聞の中に「西郷派大東流の西郷は西郷四郎に由来する」というものがあるが、それは誤りであり、正しくは西郷頼母である。
武田惣角系の大東流が主張する新羅三郎義光を流祖とする説や一人の天才が創意工夫の末、明治・大正・昭和を通じて中興の祖となったとする説について、歴史的見地から見て正しくないと否定する姿勢を明確にしたのもこの時代である。
また、大東流修気会から西郷派大東流と名称を変更するに伴って、独自の思想性と武術観を強く打ち出していくという方向性にシフトしていく。技法の面においても、山下芳衛より受け継いだ技法を曽川和翁が補完し、総合武術として体系付けている。

### 原点回帰の時代
道場運営の都合や研究の度合いに応じて自流のルーツを探ってきた西郷派大東流であったが、そもそも大東流という流名を名乗るようになった根拠は、山下芳衛が残した「わが流は大東流という」の一言のみである。その原点に回帰し、西郷派大東流は山下芳衛より受け継いだ大東流を伝える流派であり、他派の大東流とは技術も思想も関係がない、という立場を明確にした。
つまり、西郷派大東流のルーツとなった山下芳衛系の大東流は、武田惣角系やその他の大東流とは全くの別物であり、たまたま名前が同じであっただけ、という結論である。時代によって、武田惣角系を初めとする大東流諸派との共通点を探ってきた西郷派大東流ではあるが、現状、他派とは異なった体系・思想を有する武術団体としての立場を明確にしている。
発足より現在に至るまで、研究過程により他派大東流の技法なども取り込んではいるが、それは流派の発展に伴う名残であり、いずれもが西郷派大東流独自の技法として変化しているようである。特に、他派大東流にも見受けられる合気揚げは、西郷派大東流においても奥義につながる重要な課題として重点的に研究されている。
過去に他派の大東流との共通点を探っていた西郷派大東流が、ここにきて独自の路線を打ち出したのは、雑誌等のメディアやインターネット上の風聞によって他派大東流と混同され、誤解を招くのを嫌ったためであると考えられる。同じ流派名ではあるが技術も精神も全く別物である、という主張を明確にしたかった、と捉えることができるのではないか。

## 技術体系
西郷派大東流には、剣術を中心とした多くの技法が伝承されている。中でも、高名なものとしては柔術の技法が挙げられるが、単なる素手の組討技法としてではなく、剣の裏技という観点を主張いるところが、柔術をメインとした諸流派と異なる所である。
以下に、西郷派大東流の主な技法を記す。
1. 剣術－二刀剣－小刀術－据物斬り
2. 手裏剣術－飛礫術
3. 柔術－合気柔術
4. 居合術－居掛之術
5. 杖術－槍術－合気槍術－腕節棍
6. 合気－合気揚げ（力貫）－合気行法
7. 当身拳法
8. 白扇術
9. 馬術

これらの技法群は、それぞれが独立して存在しているわけではなく、互いに影響し、補い合いながら成り立つとされている。例えば剣術は剣術の為だけに存在しているわけではなく、その修練の中で得た胆力（たんりょく）をもって柔術を行い、杖術が内包する身体操法で敵の攻撃を捌くというふうに、全てが密接に関連して一つの武術理論を作り上げている。

## 教伝
西郷派大東流は、福岡県北九州市小倉に総本部・尚道館を置き、全国各地に支部を展開している。その中でも、西郷派大東流の全伝を指導するのは二代宗家・曽川和翁が統括する総本部・尚道館のみであり、各支部においては、指導者の技術レベルに応じて、一部の技法のみ伝授されるようである。
海外の支部海外において西郷派大東流を名乗る会派も少なくないが、正式な支部として認められているのは、大韓民国のソウル支部分会と大邱支部分会のみであり、それ以外については全く関係がないようである。
人間修行としての武術西郷派大東流は、武術を趣味としてではなく人生修行として位置付けているため、面談等を通じて入門者を選別している。この点は、現代武道の組織展開と比較しても珍しい例である。
西郷派大東流は、段位が上がり、資格が上になればなるほど、精進努力が求められるという。そのため、気軽な心持ちの者が入門した際は、指導者と入門者の方向性が合わず、遺恨を残し喧嘩別れをするような可能性も考えられる。入門者を選別するのは、そのような不幸を未然に防ぐという意味もあるようだ。実際、厳しい思想や責務についていくことが出来ず、修行半ばで退会する者も多いようである。

## 思想
西郷派大東流が他派の大東流と比較しても独特なのは、武術の技法以上に思想を重んじて、その実践を大切にしているところである。スローガンとして武士道を標榜するだけではなく、武術は思想が伴ってこそ文武の働きが生まれると定義して、思想の研究や発表に力を入れているように見受けられる。ただし、これらの思想体系は、あくまでも曽川和翁個人の創意工夫によるところが大きく、必ずしも初代宗家・山下芳衛より伝わったものではない。
ゆえに各支部や指導者のレベルにより、思想の実践や理解に乖離が見られ、それがしばしば西郷派大東流に対する誤解を生む原因となっているようだ。
以下に、西郷派大東流の主な思想を記す。
1. 武士道論
2. 日本論
3. 食養道
4. 陽明学
5. 合気戦闘思想

文武両道という言葉に代表されるように、古来、武術と思想は一体であった。よって西郷派大東流のような武術流派が思想を有しているのは、ある意味で当然なのかもしれない。しかし、ある意味で誰もが身近な存在として武術を認識できるようになりつつある昨今、西郷派大東流のように思想性や修行本位の姿勢を打ち出す流派は特殊なケースであると言える。
武士道や日本古来の精神性を重んじているため、時折、右翼的な位置付けで見られることもあるようだが、その歴史認識は必ずしも国家主義にはつながらないため、思想的には中立の立場であると考えられる。

## 他派大東流との類似点
大東流という名称を持つ武術団体は多数あり、その多くが武田惣角を中興の祖とする来歴を支持している。現在の西郷派大東流合気武術は独自のアイデンティティを打ち出して活動してはいるが、自流のルーツを探る研究過程において、他派の大東流団体としばしば交流を行ってきたのは事実である。
昭和57年の5月には、大東流の実力者であり武田惣角の三男である武田時宗と曽川和翁が会談を行っている。その際、互いの大東流に関する歴史認識について意見を交わしていた。以後、武田時宗との間で手紙のやり取りや稽古を通じて交流が行われ、その際に習った柔術的技法が現在でも継承されている。武田時宗の弟子にあたる近藤勝之は、当時の両者の交流について、自身の著書にて「勝手に大東流を名乗っている曽川和翁に対し、武田時宗が文句を言いに行った」として否定的な見解を示している。
しばしば、西郷派大東流と他派大東流との技法的類似点が指摘されるが、それは、武田惣角系の大東流を研究し、技法交流を行っていたためであると考えられる。現在の西郷派大東流においても合気という技法や思想が定着しているが、それはやはり他派大東流との交流の中で引用されたものであると判断するのが妥当である。なお、武田時宗との会談の中で「武田惣角は体中に刃物を隠し持ち、体に触れようとすると家族に対しても刃物を突きつけてきた」という内容の話を聞き、以後、隠し武器や刃物による刺突を研究課題としているようである。
西郷派大東流と他派大東流との技法的な類似点については、二代宗家・曽川和翁が自流のルーツを探る中で、同名の組織である他派大東流に課題を見出し、その取り込みを計ったためと考えられる。ただし、柔術以外の技法については、他派大東流との類似点は少ない。他派大東流の多くには柔術以外の技法が最初から存在していないか、失伝しているようである。剣術やその他の武器術については、西郷派大東流独自の技法体系が構築されている。思想的にも他派大東流との類似点は見受けられないため、共通するように見える部分もあるが実際は異なった体系を持つ別流派、
とする方が適切である。

## 捏造問題について
西郷派大東流合気武術においては、これまで様々な捏造疑惑が噂されてきた。その要因の一つとしては、二代目宗家である曽川和翁が、先代より受け継いだ大東流という名称の武術のルーツを模索する中で、偶然に同名であった他派大東流にそれを求めたことが挙げられる。武田惣角系の大東流を始め、大東流という名が付く派生武術を積極的に研究し取り込みを行ってきた結果、技法の類似性を指摘され、それが捏造疑惑につながったのだと思われる。
インターネット上にて、曽川和翁が自流の歴史や経緯について詳しく公開している内容を見ると、積極的に他派大東流の研究を行ってきた姿勢が推察される。ただし、これはあくまでも当事者側からの見解にすぎないため、第三者的な観点では意見が分かれるところである。
西郷派大東流の前身である大東流修気会において、他派大東流の歴史を引用したり、独自の発想で自流のルーツを解釈していたことも要因であると考えられる。実際、当時の機関誌やパンフレットの内容を見ると、捏造と判断されても仕方がないような、根拠のない歴史観が展開されているのは事実である。ただ、曽川和翁自らが「捏造と取られても仕方がない」という旨を述懐していることを考慮しても、様々な人間や団体の思惑の中で流派の拠り所を模索してきた結果であると判断するのが妥当である。昭和40年代、大東流修気会の時代は、まだ大東流に関する情報が少なく、様々な会派で同じような誤解や模索が行われていたということが推察される。
『合気ニュース・89号』の論説にて、西郷派大東流を評論する内容が発表されている。その記事は、大東流修気会時代の機関誌を根拠とし、西郷派大東流合気武術の大東流史に疑問を投げかけている。当時の合気ニュースは、合気系武術を修行する多くの人間が購読していたと思われるため、捏造問題について少なからず影響を与えたものであると考えられる。
武術研究家の長野峻也は自身の著書で「大東流は武田惣角が考え出した武術である」として西郷派大東流合気武術に対して否定的な見解をしている。
西郷派大東流合気武術は発足当時から現在に至るまで、研究状況に応じて自流のルーツを模索しており、歴史の一部分のみを抽出した際には、捏造があるように見受けられることは否定できず、そのために様々な疑念が生まれたのではないかと考えられる。